# X-CONS
X-CONS är en politiskt och religiöst obunden organisation i Sverige och består huvudsakligen av före detta kriminella och missbrukare och målet är att hjälpa varandra till ett drogfritt och hederligt liv. Föreningen bildades då KRIS Stockholm bröt sig ur KRIS (Kriminellas revansch i samhället) 2008. Året efter antogs namnet X-CONS. Till skillnad från KRIS, tillåter X-CONS medlemskap för personer med läkarordinerad behandling av narkotikaklassade läkemedel - som metadon eller subutex för opiatberoende, eller concerta för personer med ADHD.